# Beuzeville-au-Plain
Beuzeville-au-Plain è un ex comune francese di 50 abitanti situato nel dipartimento della Manica nella regione della Normandia. Il 1 gennaio 2016 infatti è stato fuso, insieme ad altri comuni vicini tra i quali Sainte-Mère-Église, che ha dato il nome al nuovo comune. 

## Società

### Evoluzione demografica
Abitanti censiti